# Leo Hickman
Leo Hickman (1972) è un giornalista britannico che scrive per il quotidiano The Guardian, su cui cura la rubrica Ethical living.

## Biografia
È autore del saggio A life stripped bare, my year trying to live ethically (tradotto e pubblicato in italiano con il titolo La vita ridotta all'osso. Un anno senza sprechi: le disavventure di un consumatore coscienzioso) in cui per un intero anno ha verificato la possibilità di vivere senza mai violare rigidi principi etico-ecologici. Ha pertanto creato un allevamento di vermi in giardino per riciclare autonomamente i rifiuti organici, ha utilizzato solo prodotti sani e prodotti rispettando l'ambiente, ha usato per la figlia solo pannolini lavabili, ha fatto le sue vacanze estive in Italia senza mai usare l'aereo o l'automobile, ha bandito da casa sua qualsiasi spray dannoso per l'atmosfera.
In Italia molti suoi articoli sono stati pubblicati dal settimanale Internazionale.

## Pubblicazioni
- La vita ridotta all'osso (A life stripped bare, my year trying to live ethically)